# 키티노파가과
키티노파가과(Chitinophagaceae)는 의간균문에 속하는 세균과의 하나이다. 키티노파가강(Chitinophagia)과 키티노파가목(Chitinophagales)의 유일한 과이다. 이전에 키티노파가목의 하위 과에 포함되었던 사프로스피라과는 현재 사프로스피라목으로 분류한다.

## 하위 속
| - Arachidicoccus - Arvibacter - Asinibacterium - Chitinophaga - Cnuella - Crenotalea - Dinghuibacter - Ferruginibacter - Filimonas - Flaviaesturariibacter - Flavihumibacter | - Flavisolibacter - Flavitalea - Haoranjiania - Heliimonas - Hydrobacter - Hydrotalea - Lacibacter - Niabella - Niastella - Panacibacter - Parafilimonas | - Parasediminibacterium - Parasegetibacter - Pseudobacter - Pseudoflavitalea - Sediminibacterium - Segetibacter - Taibaiella - Terrimonas - Thermoflavifilum - Vibrionimonas |